# Canal Jägala-Pirita
Le canal Jägala-Pirita (en estonien : Jägala-Pirita kanal) ou canal Kaunissaare-Patika est un canal dans le comté de Harju en Estonie.

## Présentation
Le canal Jägala-Pirita, long de 25,1 kilomètres, traverse les communes de Anija, Raasiku et Rae.
Le canal prend son eau du réservoir de Kaunissaare du fleuve Jägala et se jette dans la rivière Pirita dans le village de Veskitaguse à Patika.
Le canal fait partie du système d'approvisionnement en eau de Tallinn,,.

## Caractéristiques et débit du canal
Le canal est construit dans des zones inhabitées.
La section transversale du canal est un trapèze équilatéral avec une largeur de base d'environ 2 mètres.
Le canal a une pente douce, de sorte que l'eau se déplace du lac artificiel de Kaunissaare vers la rivière Pirita par gravité. Le niveau d'eau du lac artificiel de Kaunissaare a été élevé afin  d'obtenir l'inclinaison nécessaire.
Le débit maximum du canal est de 2,5 m³/s.
Le canal traverse tous les grands ruisseau naturels ou artificiels qu'il rencontre.
Ceci a été mis en œuvre avec des ponts et des ponceaux où les gouttières en béton du canal enjambent les ruisseaux.
De tels franchissements ont été réalisés pour de grands cours d'eau, tels que le ruisseau Perila peakraav, le ruisseau Silmsi, les rivières Leivajõgi et Jõelähtme jõgi.
Les petits ruisseaux sont collectés dans des fossés creusés le long du canal et leur eau est pompée dans le canal si nécessaire,.

## Galerie

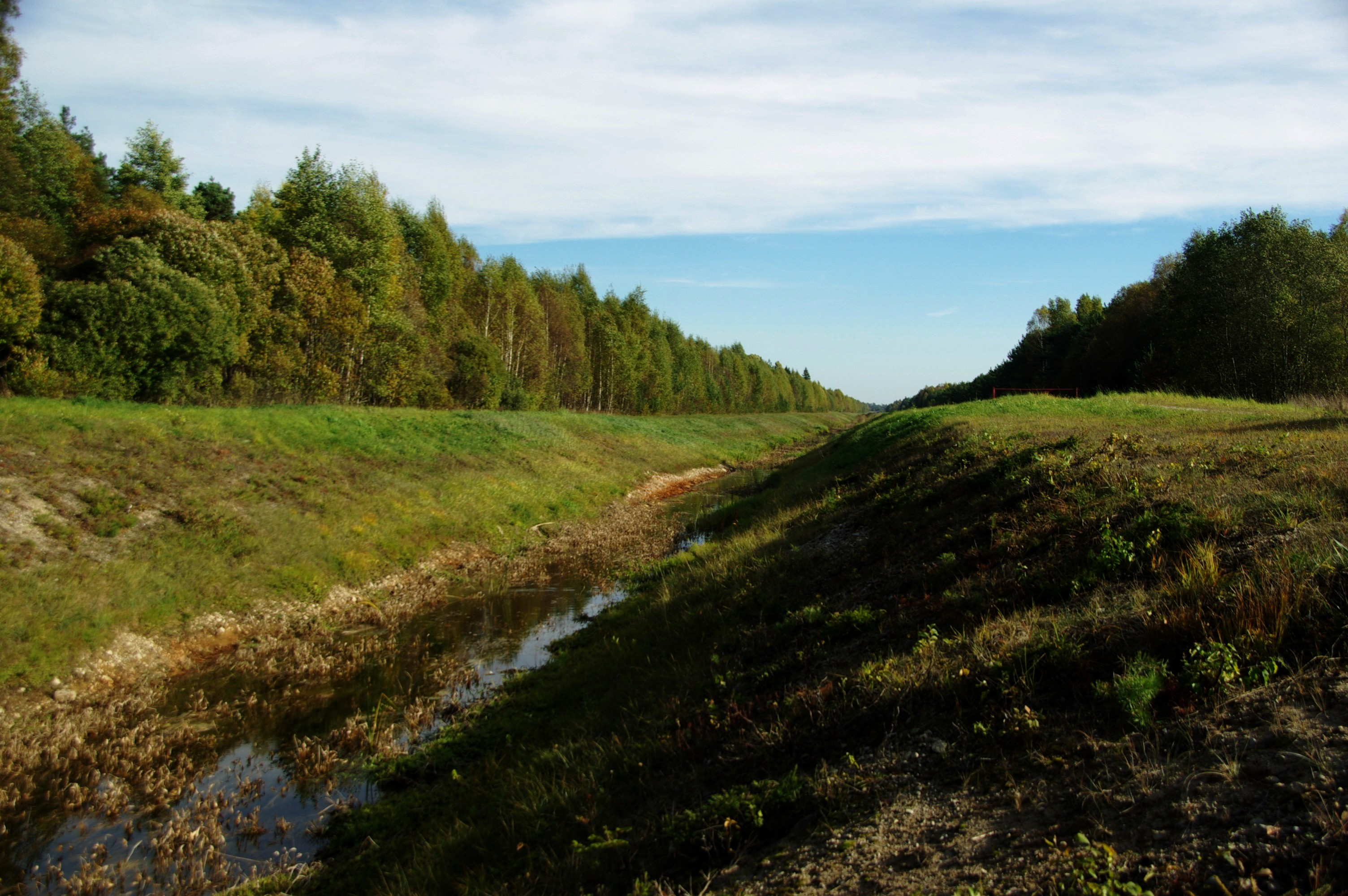
Le canal à Suursoo.
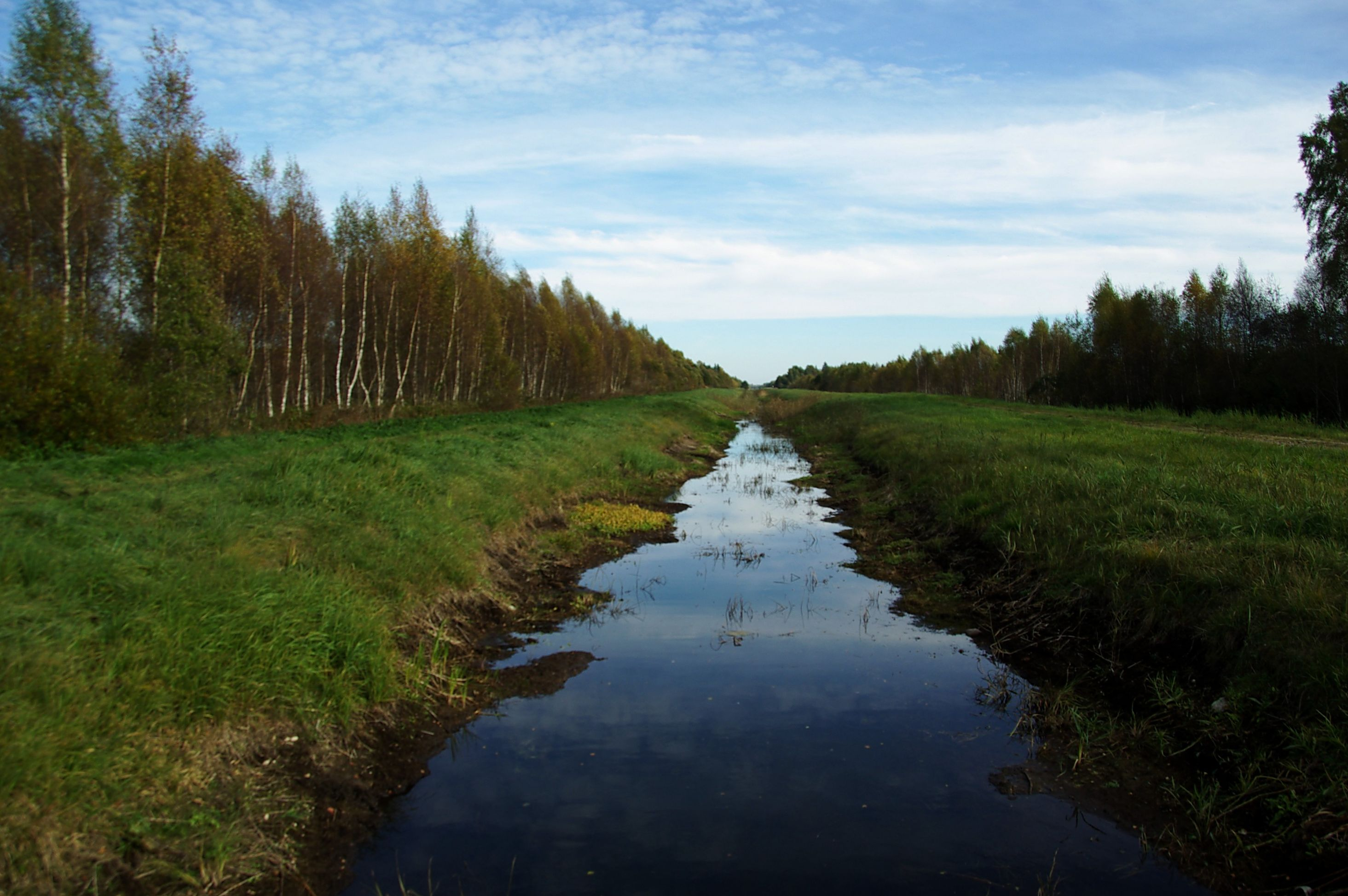
Le canal à Suursoo.